# Calau gris de Sri Lanka
El calau gris de Sri Lanka (Ocyceros gingalensis) és una espècie d'ocell de la família dels buceròtids (Bucerotidae) que habita la selva humida de les terres baixes de Ceilan.